# Chiesa di San Gaetano (Vicenza)
La chiesa di San Gaetano Thiene, detta anche dei Teatini, è un edificio religioso, situato a Vicenza lungo corso Palladio, costruito in stile neoclassico nel corso del XVIII secolo con annesso convento dei padri teatini, quest'ultimo demanializzato nel 1810 e adibito a usi civili.

## Storia

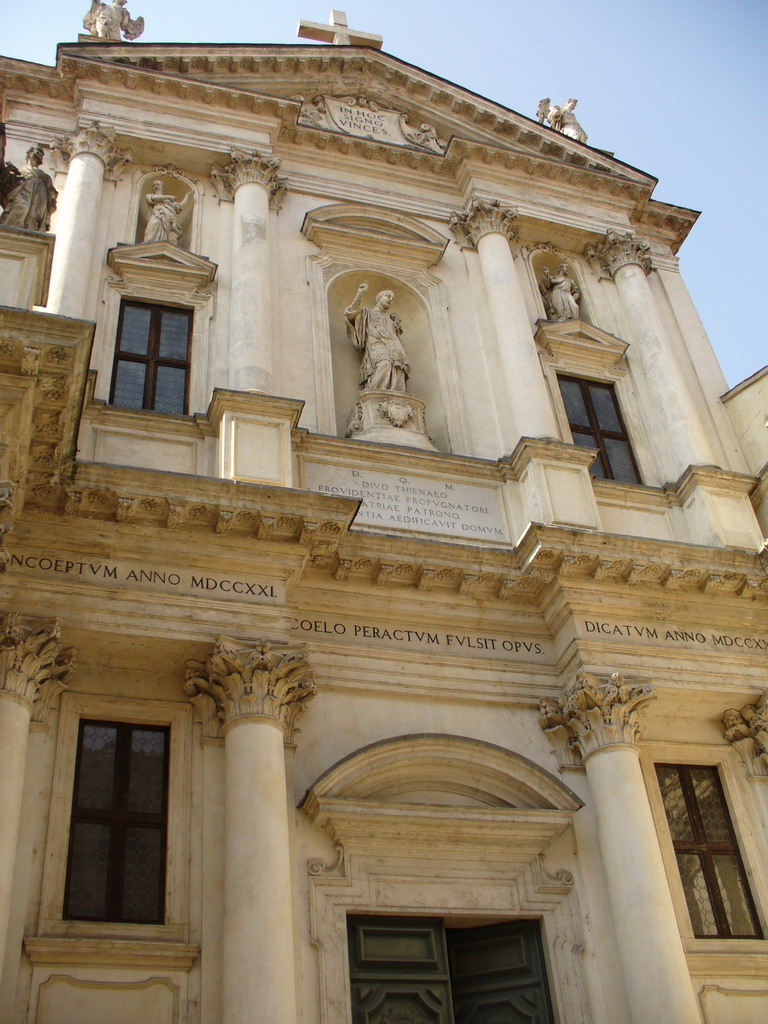
Facciata

Alla fine del Cinquecento (10 ottobre 1595) il vescovo Michele Priuli aveva chiamato a Vicenza i chierici regolari teatini - per essere aiutato ad attuare la riforma tridentina - e aveva affidato loro l'antica parrocchia di Santo Stefano per la cura pastorale della comunità. I teatini, dopo aver acquistato nei pressi della chiesa alcune case e terreni per poter fabbricare, iniziarono subito a costruire il loro convento, aiutati da elemosine raccolte in Vicenza e in altre città.
Un secolo più tardi le esigenze di conduzione pastorale della parrocchia di Santo Stefano, la più centrale e importante della città, erano troppo distanti da quelle della comunità religiosa. Oltre a ciò, i teatini non erano disposti a sobbarcarsi l'onere di ricostruire la vecchia chiesa senza poter sostituire il nome del titolare con quello del loro fondatore san Gaetano Thiene. Manifestarono così la precisa intenzione di costruirne una nuova da dedicare a san Gaetano. Per realizzare questo obiettivo raccolsero il consenso di famiglie nobili: nel 1692 il conte Ascanio Thiene - manifestando la volontà di essere sepolto nella chiesa dei padri teatini, nella cappella di san Gaetano, avvolto nella sua cappa bianca di membro della Confraternita del Gonfalone - lasciò 1000 ducati da impiegare per la costruzione di una nuova chiesa o, quantomeno, per l'ampliamento di quella esistente; ancora più esplicito in tal senso il testamento di Claudio Thiene.
La ricostruzione della chiesa di Santo Stefano, nonostante i vincoli posti dal Comune e i costi molto elevati, andò comunque avanti e la benedizione della prima pietra avvenne nel 1695 con lo scopo preciso di onorare il santo vicentino - dal 1672 proclamato dal "gravissimo Consiglio dei 150" nuovo compatrono di Vicenza assieme a san Vincenzo - e di ricordarne la canonizzazione, tanto che la chiesa venne intitolata a questi due santi.
Nel 1720 i teatini, ormai disinteressati alla conduzione della parrocchia, furono privati con pubblico decreto della chiesa di Santo Stefano; dapprima si ritirarono in uno dei loro edifici sistemandolo a chiesa con la porta che dava sul Corso e subito iniziarono la costruzione dell'attuale chiesa di San Gaetano. Posata la prima pietra nel 1721 i lavori, su progetto di Girolamo Frigimelica e con la sovrintendenza di Gaetano Farina, durarono soltanto nove anni, pur potendo contare - a differenza della chiesa di Santo Stefano che contemporaneamente veniva costruita con il sostegno finanziario del Comune - solo sulle elemosine e sulle donazioni dei privati.
Già nel luglio 1725, a soli quattro anni dalla posa della prima pietra, appena completata la metà settentrionale della navata, con il presbiterio, il coro e l'altare maggiore, i primi due altari laterali e la sacrestia, la chiesa venne aperta e iniziarono celebrazioni, anche solenni.
Era palese la sfida alla disapprovazione del Consiglio comunale per quel doppione che si veniva a creare, dato che Santo Stefano, allora in fase di ristrutturazione, avrebbe dovuto essere secondo i patti iniziali la chiesa dei santi patroni, Gaetano e Vincenzo. Forse questa polemica - o forse la mancanza di spazi per le abitazioni civili - fu all'origine, nel 1736, del divieto ducale che vietava la costruzione di nuove chiese senza autorizzazione.
Altri dissapori vi furono con i canonici della cattedrale, che vantavano gli antichi diritti, e per la suddivisione delle suppellettili sacre. In particolare i teatini furono costretti a lasciare a Santo Stefano anche la statua d'argento del loro fondatore, eseguita nel 1671 a Milano da Luigi Fiammingo e che era costata al Comune 1400 ducati.
Dopo lo scioglimento degli ordini religiosi disposto con i decreti napoleonici del 1806, il 28 luglio dello stesso anno i sei padri teatini furono allontanati da Vicenza e gli edifici vennero demanializzati. La chiesa rischiò di essere demolita, ma per l'interessamento dell'allora vescovo Pietro Marco Zaguri e della stessa municipalità, fu salvata e riaperta al culto come succursale della vicina chiesa di Santo Stefano. Nel 1820 vi fu portato l'altare maggiore dell'oratorio del Rosario, a suo tempo costruito dall'omonima confraternita nel giardino della chiesa di Santa Corona, anch'esso chiuso, spogliato di tutte le sue opere e demolito nel 1812.
La chiesa fu officiata per oltre un secolo dal clero diocesano; subì gravissime perdite del patrimonio pittorico quando, durante la seconda guerra mondiale, fu colpita dai bombardamenti del 14 maggio 1944. Dopo la guerra fu nuovamente affidata ai teatini che la ricostruirono tra il 1948 e il 1952.
L'ala orientale del convento è stata incorporata nella sede della Direzione regionale delle Entrate; nell'edificio sono ancora riconoscibili gli ambienti del refettorio e delle celle conventuali.

## Descrizione

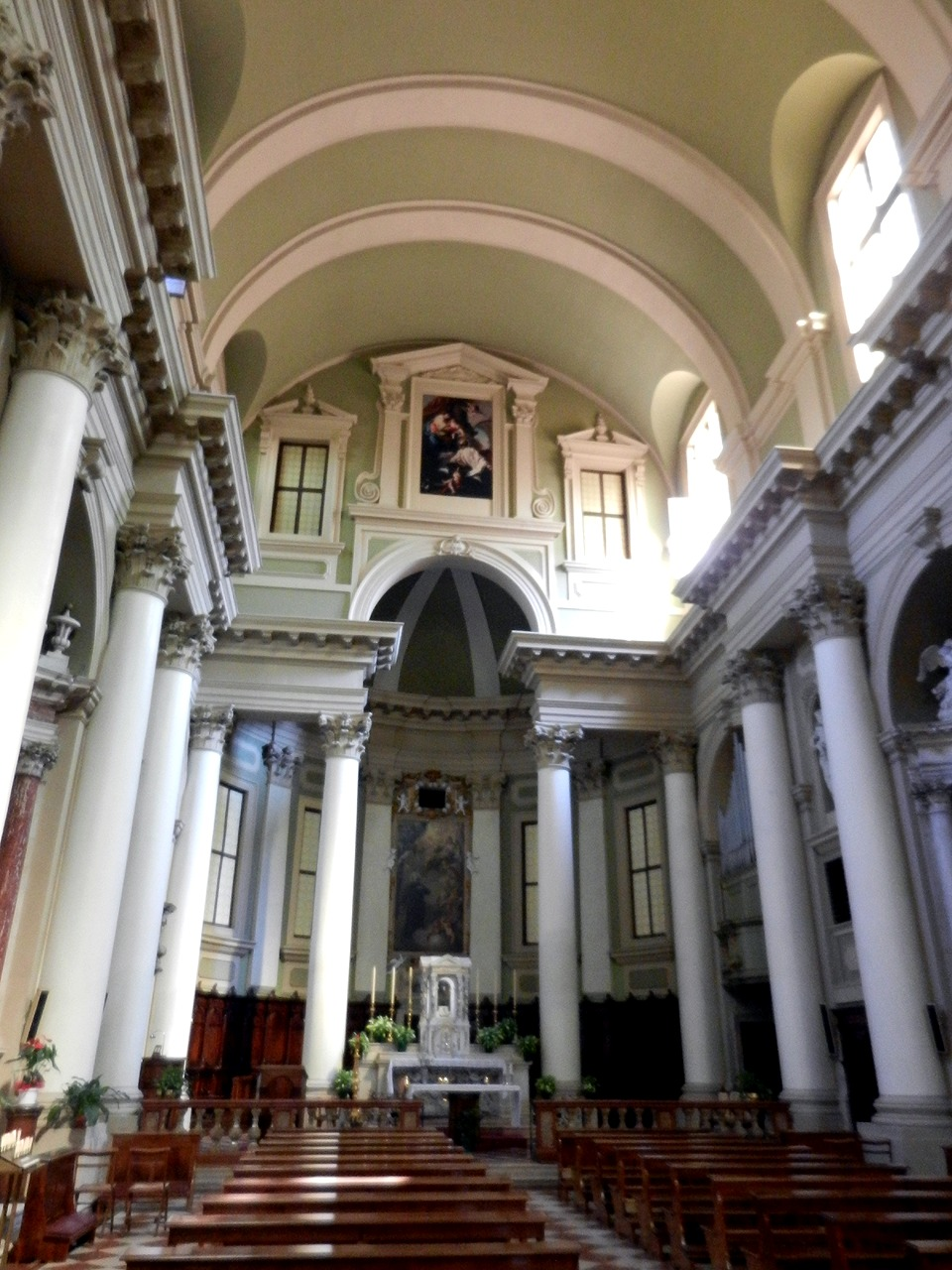
Interno

### Esterno
La facciata è leggermente arretrata rispetto al piano stradale, inserendosi armoniosamente tra i palazzi vicini - a sinistra la Ca' d'Oro, a destra la Libreria dei padri teatini - ai quali è collegata da due brevi ali avanzanti. Otto robuste colonne corinzie, divise su due piani sovrapposti suddivisi da una notevole e plastica trabeazione, ricordano lo schema palladiano della facciata di Santa Maria Nova.
Nell'intercolumnio mediano si apre un maestoso portone e, al piano superiore, una nicchia con la statua di san Gaetano, probabilmente della bottega di Giacomo Cassetti (1682-1757), come le altre statue della facciata.
Del convento (la cui planimetria si può ancora riconoscere osservando la mappa) resta solo una parte del prospetto esterno, all'angolo tra piazzetta Santo Stefano e contrà San Gaetano; al centro della facciata, in una nicchia che sovrasta un alto portone, vi è la statua di San Gaetano scolpita nel 1677, quando il convento era ancora annesso alla chiesa di Santo Stefano.

### Interno
L'interno è caratterizzato da un'accentuata monumentalità; le pareti sono scandite da possenti colonne corinzie, poggianti su di un gradino continuo, che sorreggono una trabeazione eccezionalmente alta che rientra in corrispondenza degli altari laterali. Il presbiterio è separato dalla navata da una gigantesca serliana. Secondo il Barbieri, la plasticità e la monumentalità dell'insieme sono un omaggio al Palladio e ricordano la chiesa del Redentore a Venezia.
La raffinatezza dei particolari ornamentali, invece, sembra staccarsi dal classicismo cinquecentesco e richiamare il rococò, con le statue nelle nicchie, gli altari, gli stucchi, il reliquiario, le tele.

### Organo
Nei bombardamenti angloamericani del 14 maggio 1944 andò distrutto, tra l'altro, l'organo di fattura Zordan. Nel 1951 fu collocato un nuovo organo costruito dalla ditta F.lli Ruffatti di Padova. Tale organo fu restaurato e ampliato nel 2001 dalla ditta Salvato Vincenzo di Padova e si compone di 1682 canne. È fornito di campane senza sordina, diviso in tre corpi d'organo, due visibili ed uno nascosto da una grata nella parete sinistra, appena prima del presbiterio. È dotato di tre somieri serviti da tre compressori distinti. È un organo servito di scheda elettronica che ausilia i comandi dei registri, con comandi elettronici per i concerti di organo. È accordato a 440 Hz.
| I - Grand'Organo |       |
| Principale       | 16'   |
| Principale       | 8'    |
| Flauto olimpico  | 8'    |
| Flauto camino    | 8'    |
| Dulciana         | 8'    |
| Ottava           | 4'    |
| Grave            | II/IV |
| Decima V         | 2'    |
| Acuta            | II    |
| Cornetto         | II/IV |
| Tromba           | 16'   |
| Tromba           | 8'    |
| Tremolo          |       |

| II - Espressivo |        |
| Flauto camino   | 8'     |
| Principale      | 4'     |
| Decima V        | 2'     |
| Ripieno         | III    |
| Flauto          | 4'     |
| Nazardo         | 2.2/3' |
| Terza           | 1.3/5' |
| Quinta          | 1.1/3' |
| Corno inglese   | 16'    |
| Oboe            | 8'     |
| Gamba           | 8'     |
| Coro viole      | III    |
| Campane         |        |
| Tremolo         |        |

| Pedale       |         |
| Contrabbasso | 16'     |
| Basso        | 8'      |
| Ottava       | 4'      |
| Subbasso     | 16'     |
| Quinta       | 10.2/3' |
| Tiorba       | II      |
| Bordone      | 8'      |
| Tromba       | 16'     |
| Tromba       | 8'/4'   |
| Schalmey     | 4'      |